# Guildhall (Londen)
De Guildhall is het stadhuis van de City of London. Het staat op de hoek van Cheapside en Basinghall Street, niet ver van het Underground-stationscomplex Bank-Monument. Het gebouw is vele honderden jaren het politieke centrum van de stad geweest en wordt thans nog veel gebruikt voor ceremoniële bijeenkomsten in de grote zaal. Het woord guildhall verwijst naar het gehele bouwwerk, maar ook naar de in middeleeuwse stijl opgetrokken centrale hal. In die kamer hebben zich cruciale momenten in de geschiedenis afgespeeld.
Tevens zijn er een klokkenmakersmuseum en diverse andere publieke instellingen in het gebouw gevestigd. De openbare Guildhall Library heeft een unieke collectie met materiaal uit de elfde eeuw. De Guildhall Art Gallery werd toegevoegd in de jaren 90.
The City heeft nog geen 10.000 inwoners maar een beroepsbevolking van 311.000, die samen het grootste "central business district" (CBD) van Europa vormen. Het bestuur, de Mayor and Commonalty and Citizens of the City of London, staat bekend als de Corporation of London. Zij is thans grotendeels gehuisvest in 20e-eeuwse bebouwing aan de noordzijde van het complex. Het stadhuis van Greater London is sinds 2002 de City Hall aan de Thames in Southwark, het futuristische 'ei' van Norman Foster.

## Geschiedenis
De oudste delen die er staan, dateren uit 1411. Het huidige gebouw is vermoedelijk ontstaan op de plaats van een oudere guildhall, die mogelijk verwoest werd in de eerste Grote brand van Londen in 1212. In de kelders bevinden zich uitgestrekte middeleeuwse ruimtes. In 1987 werd in de tuin zelfs een deel van een Romeins amfitheater blootgelegd, het lang verloren gewaande grootste amfitheater in heel Britannia.
De Guildhall is het enige stenen niet-kerkelijke gebouw dat de beroemde tweede Grote brand van Londen op 2 september 1666 en de eeuwen heeft overleefd, zij het niet zonder schade. In 1670 werd het gebouw gedeeltelijk gerestaureerd met een plat dak. De stadsarchitect Sir Horace Jones voltooide een grondige renovatie in 1866. Hij ontwierp onder meer een nieuw houten dak, dat een trouwe kopie was van het origineel. Deze constructie ging in vlammen op in de nacht van 29 op 30 december 1940 op het hoogtepunt van de Blitz. De huidige balken en spanten stammen uit 1954, een constructie van architect Sir Giles Gilbert Scott.

## Gog en Magog
Twee reuzen, Gog en Magog, zijn gelieerd aan de Guildhall. Volgens een legende waren de reuzen vastgeketend aan de poorten van een paleis binnen het gebied van de Guildhall. Houtsnedes van Gog en Magog bevinden zich in de Guildhall en worden getoond tijdens de jaarlijkse parade "Lord Mayor's Show". Een eerdere versie van Gog en Magog ging in de Guildhall verloren tijdens de grote brand van Londen. Ze werden in 1708 vervangen door een tweetal grote houten standbeelden, gemaakt door kapitein Richard Saunders. Deze reuzen, waarop de huidige versies gebaseerd zijn, stonden er meer dan tweehonderd jaar, totdat ze werden verwoest tijdens de Blitz. Zij werden vervangen door een nieuw paar, in 1953 gemaakt door David Evans, dat werd geschonken aan de City of London door Alderman Sir George Wilkinson, die in 1940 Lord Mayor was, ten tijde van de verwoesting van de voorgaande versies. 

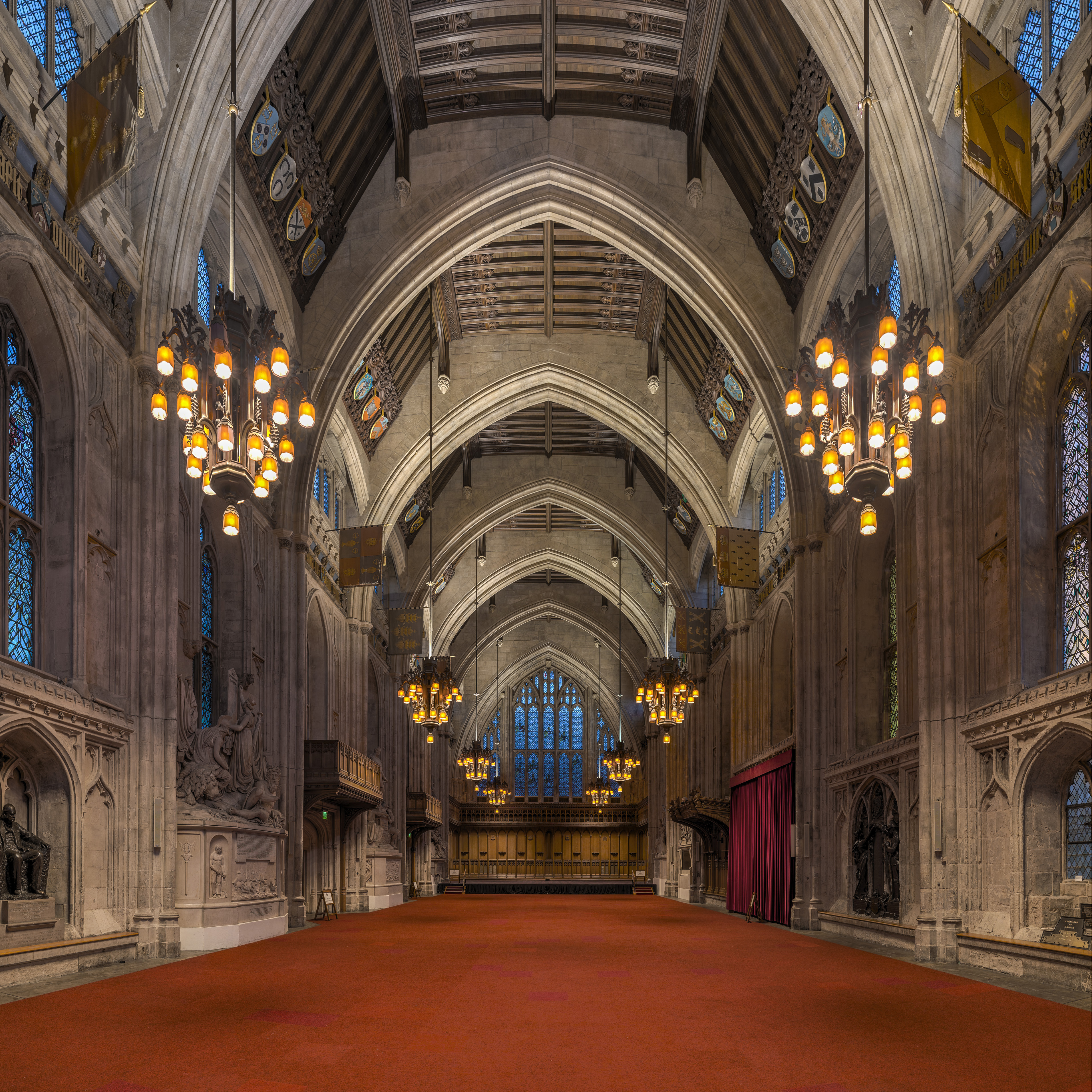
Interieur
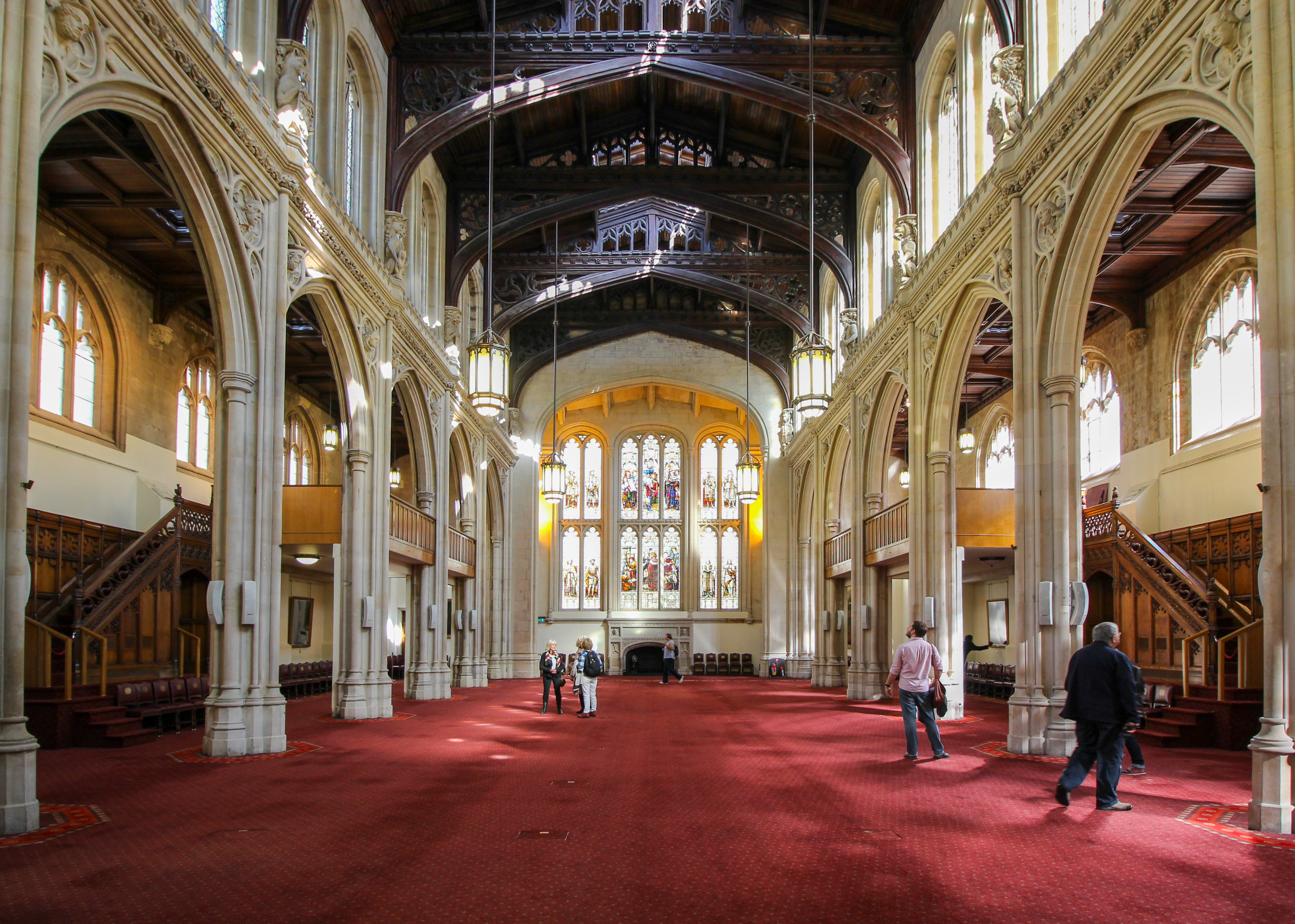
Oude bibliotheek
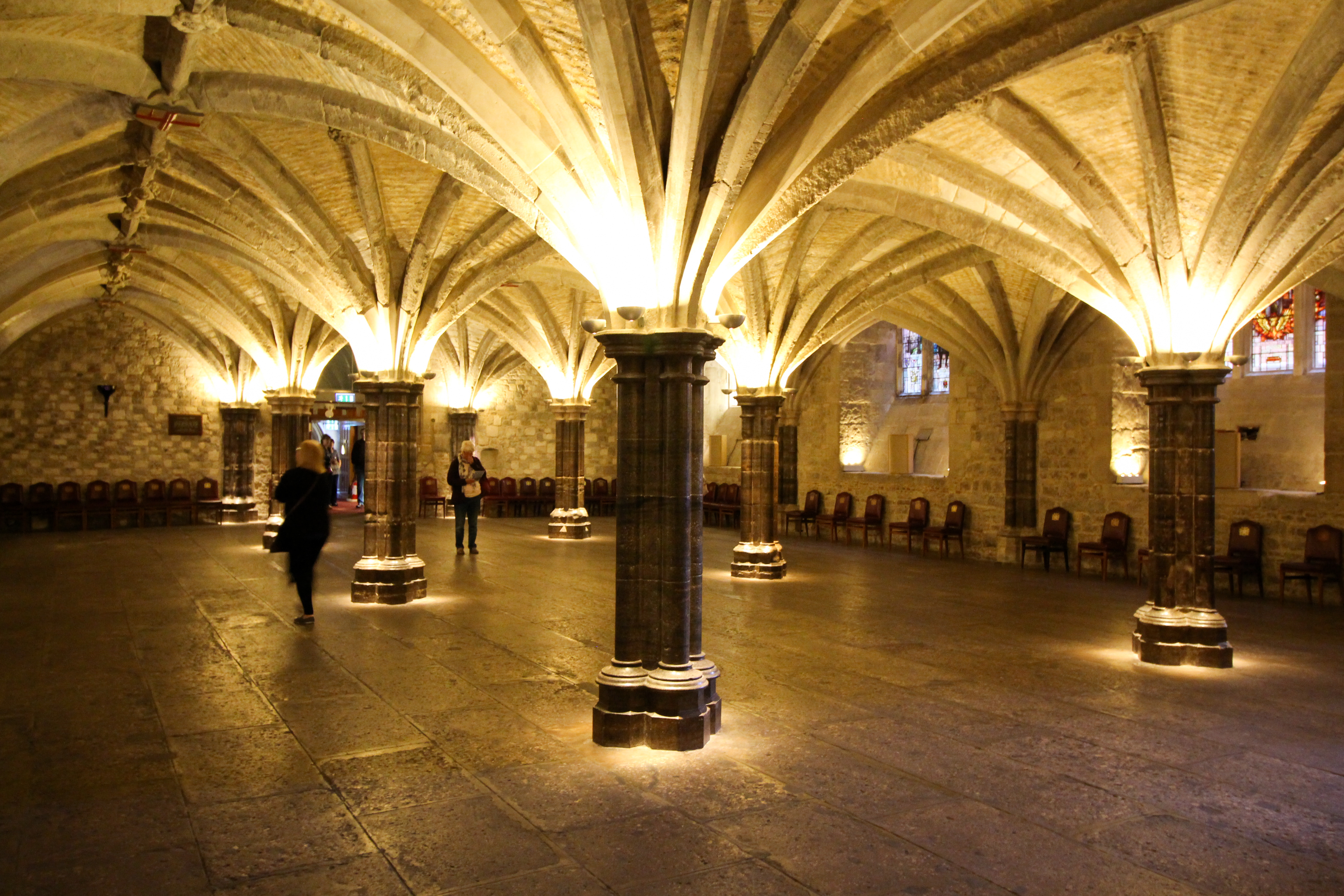
Crypte